# 成田米蔵
成田 米蔵（なりた よねぞう、1900年8月29日 - 1975年4月4日）は日本の実業家、教育者。

## 経歴
名古屋市出身。1923年東京商科大学（現一橋大学）卒業する。同年に愛知銀行へ入行する。1941年に東海銀行へ勤務する。1946年に東海銀行監査役となる。その後、1956年王子製鉄取締役会長、東京化工取締役、東海製線代表取締役、東京溶接棒取締役、大同不動産取締役、名古屋臨海鉄道取締役、大同製鋼取締役副社長などを歴任する。1969年-1971年には、大同工業大学（現大同大学）学長を務めた。